# Alsózsolca
Alsózsolca è un comune dell'Ungheria di 6 228 abitanti (dati 2001) . È situato nella contea di Borsod-Abaúj-Zemplén.